# نیو آلبانی (اوهایو)
نیو آلبانی(به انگلیسی: New Albany) شهری در ایالت اوهایو کشور ایالات متحده آمریکا است که جمعیت آن در سرشماری سال ۲۰۱۰ میلادی، ۷٬۷۲۴ نفر بوده‌است.